# United States Minor Outlying Islands
United States Minor Outlying Islands (deutsch „Kleinere abgelegene Inseln der Vereinigten Staaten“) ist eine rein statistische Sammelbezeichnung des United States Census Bureau für neun unbewohnte Außengebiete der Vereinigten Staaten, davon acht nicht inkorporierte Inselterritorien sowie ein inkorporiertes (Palmyra-Atoll). Acht liegen im Pazifik (Amerikanisch-Ozeanien) und eines in der Karibik (Navassa). Die Sammelbezeichnung hat den Eintrag UM in ISO 3166-1. Es besteht keine gemeinsame Verwaltung.
Von 1997 bis 2008 hatten diese Inseln die eigene Top-Level-Domain .um, welche aber in der Praxis nicht verwendet wurde.
Die Sammelbezeichnung umfasst folgende Territorien, deren Besitzanspruch bei allen mit dem Guano Islands Act begründet wird:
Karibik
1. Navassa

Pazifik
1. Bakerinsel
2. Howlandinsel
3. Jarvisinsel
4. Johnston-Atoll
5. Kingmanriff
6. Midwayinseln
7. Palmyra-Atoll
8. Wake-Atoll